# Kepler-46
Kepler-46 (2MASS J19170449+4236150, KIC 7109675, KOI-872)  — звезда, оранжевый карлик, спектрального класса K1 звёзд главной последовательности, с температурой поверхности около 5155 К. Радиус и масса звезды составляет всего 0,94 и 0,9 от солнечных. Находится в созвездии Лиры. 
Вокруг звезды обращается, как минимум, две экзопланеты — Kepler-46 b и Kepler-46 с, а также один кандидат в экзопланеты — Kepler-46 d.

## Планетная система
Вокруг звезды обращается, как минимум, две экзопланеты — горячий юпитер Kepler-46 b и сатурноподобный газовый гигант Kepler-46 с, а также один кандидат в экзопланеты — Kepler-46 d.
| b            | < 6   | 0,812 | 33,601 | 0,197 | 0,01 |
| c            | 0,376 |       | 57,004 | 0,28  | 0,01 |
| d (неподтв.) |       | 0,151 | 6,767  | 0,068 |      |

## Интересный факт
Оранжевые карлики представляют интерес в поиске внеземных цивилизаций (SETI), поскольку они стабильны на главной последовательности 15—30 миллиардов лет (1,5—3 дольше чем Солнце). Причиной этому является более полное расходование водорода, чем на Солнце, а также меньшая светимость. Эти факторы способствуют поддержанию постоянных условий при формировании планет и жизни на планетах. После главной последовательности оранжевые карлики также расширяются до красного гиганта и сбрасывают оболочки с образованием белого карлика, но эти процессы происходят заметно медленнее, чем на Солнце. Кроме того, учитывая возраст Вселенной (13 миллиардов лет), ни один оранжевый карлик ещё не успел стать красным гигантом.

## Каталоги
- 2MASS=19170449+4236150 (англ.). VizieR Catalogue Service.
- KOI-872 (англ.). SIMBAD.
- Kepler-46 b (англ.). Ames Research Center. Архивировано из оригинала 14 сентября 2015 года.
- Kepler-46b (англ.). NASA Exoplanet Archive.
- KOI-872 (англ.). Open Exoplanet Catalogue. Архивировано из оригинала 17 октября 2013 года.
- Exoplanet Kepler-46 b (англ.). Exoplanets Findthedata.
- Planet Kepler-46 b (англ.). Exoplanet.eu.